# Jimmy Johnstone
James Connolly Johnstone (Viewpark, 1944. szeptember 30. – Uddingston, 2006. március 13.) skót válogatott labdarúgó.

## Pályafutása

### Klubcsapatban
Pályafutása nagy részét a Celtic csapatában töltötte. 1961 és 1975 között 308 mérkőzésen lépett pályára és 82 gólt szerzett. Kilencszeres skót bajnok és hétszeres kupagyőztes. Az 1966–67-es idényben csapatával megnyerte a Bajnokcsapatok Európa-kupáját. Később játszott még a Sheffield United, a Dundee és a Shelbourne csapataiban is.

### A válogatottban
1964 és 1974 között 23 alkalommal szerepelt az skót válogatottban és 4 gólt szerzett. Részt vett az 1974-es világbajnokságon.

## Sikerei, díjai
Celtic
- Skót bajnok (9): 1965–66, 1966–67, 1967–68, 1968–69, 1969–70, 1970–71, 1971–72, 1972–73, 1973–74
- Skót kupa (7): 1964–65, 1966–67, 1968–69, 1970–71, 197172, 1973–74, 1974–75
- Skót ligakupa (6): 1965–66, 1966–67, 1967–68, 1968–69, 1969–70, 1974–75
- Bajnokcsapatok Európa-kupája (1): 1966–67